# Catalizzatore di Crabtree
Catalizzatore di Crabtree è il nome comune del complesso di iridio  [Ir(COD)(PCy3)(py)]+, dove l'iridio in stato di ossidazione +1 è legato a 1,5-cicloottadiene (COD), tris-cicloesilfosfina (PCy3) e piridina (py). In condizioni normali si presenta come un solido cristallino arancione. I leganti circondano l'atomo di iridio con una geometria planare quadrata, come atteso per uno ione d8. Il complesso è un catalizzatore omogeneo per reazioni di idrogenazione, ed è stato sviluppato da Robert H. Crabtree all'Università di Yale.
Questo catalizzatore fu scoperto negli anni settanta all'Istituto di Chimica delle Sostanze Naturali di Gif-sur-Yvette, vicino a Parigi, dove Crabtree e lo studente laureato George Morris stavano lavorando su composti di iridio analoghi al catalizzatore di Wilkinson, che è a base di rodio. Uno dei vantaggi del catalizzatore di Crabtree è che è circa 100 volte più attivo di quello di Wilkinson, e può idrogenare anche alcheni tri- e tetrasostituiti.
Il catalizzatore di Crabtree è stato usato anche come base per lo sviluppo di ulteriori catalizzatori, dato che modificando i leganti si possono variare le proprietà del catalizzatore. Ad esempio, l'uso di leganti chirali ha permesso lo sviluppo di catalizzatori enantioselettivi.

## Confronto con catalizzatori tradizionali
Nella reazione di idrogenazione di alcuni terpen-4-oli si osserva che:
- Usando come catalizzatore palladio su carbone (Pd/C) in etanolo il prodotto principale della reazione è l'isomero trans (rapporto 20:80, composto 2B nello schema seguente). Il lato polare con il gruppo idrossilico interagisce con il solvente polare e il lato apolare è libero di interagire con la superficie del catalizzatore.
- Usando il solvente apolare cicloesano la distribuzione diventa 53:47 indicando che il lato polare ha una leggera preferenza per il catalizzatore.
- Usando il catalizzatore di Crabtree in diclorometano la distribuzione dei prodotti cambia totalmente a favore dell'isomero cis 2A. Questo effetto direzionante è dovuto all'interazione di legame tra il gruppo idrossilico e il centro di iridio. Anche i gruppi carbonilici mostrano lo stesso effetto direzionante nelle reazioni di idrogenazione con il catalizzatore di Crabtree.

## Sicurezza
Il composto è irritante per la pelle e gli occhi. Non ci sono dati che indichino proprietà cancerogene. Non è considerato pericoloso per l'ambiente.